# Hockey sur gazon aux Jeux olympiques d'été de 1964
Navigation
Rome 1960 Mexico 1968
Le tournoi masculin de hockey sur gazon aux Jeux olympiques d'été de 1964 se tient à Tokyo, au Japon, du 11 au 23 octobre 1964. L'ensemble des matchs ont lieu au sein du Komazawa Hockey Field. Il s'agit de la dixième édition de ce tournoi depuis son apparition au sein du programme olympique lors des Jeux de 1908 ayant eu lieu à Londres.

## Premier tour

### Groupe A

#### Classement
| Rang | Équipe           | Pts | J | G | N | P | Bp | Bc | Diff |
| ---- | ---------------- | --- | - | - | - | - | -- | -- | ---- |
| 1    | Pakistan         | 12  | 6 | 6 | 0 | 0 | 17 | 3  | +14  |
| 2    | Australie        | 8   | 6 | 4 | 0 | 2 | 16 | 5  | +11  |
| 3    | Kenya            | 7   | 6 | 3 | 1 | 2 | 7  | 9  | -2   |
| 4    | Japon            | 6   | 6 | 3 | 0 | 3 | 6  | 6  | 0    |
| 5    | Grande-Bretagne  | 4   | 6 | 2 | 0 | 4 | 5  | 12 | -7   |
| 6    | Rhodésie         | 3   | 6 | 1 | 1 | 4 | 4  | 16 | -12  |
| 7    | Nouvelle-Zélande | 2   | 6 | 1 | 0 | 5 | 6  | 10 | -4   |

### Groupe B

#### Classement
| Rang | Équipe                     | Pts | J | G | N | P | Bp | Bc | Diff |
| ---- | -------------------------- | --- | - | - | - | - | -- | -- | ---- |
| 1    | Inde                       | 12  | 7 | 5 | 2 | 0 | 18 | 4  | +14  |
| 2    | Espagne                    | 11  | 7 | 4 | 3 | 0 | 16 | 3  | +13  |
| 3    | Pays-Bas                   | 9   | 7 | 4 | 1 | 2 | 20 | 4  | +16  |
| 4    | Équipe unifiée d'Allemagne | 9   | 7 | 2 | 5 | 0 | 9  | 4  | +5   |
| 5    | Malaisie                   | 6   | 7 | 2 | 2 | 3 | 11 | 13 | -2   |
| 6    | Belgique                   | 6   | 7 | 2 | 2 | 3 | 10 | 13 | -3   |
| 7    | Canada                     | 2   | 7 | 1 | 0 | 6 | 5  | 25 | -20  |
| 8    | Hong Kong                  | 1   | 7 | 0 | 1 | 6 | 3  | 26 | -23  |

## Médaillés
| Épreuves         | Or | Argent | Bronze |
| ---------------- | --- | --- | --- |
| Tournoi masculin | Inde Haripal Kaushik Mohinder Lal Shankar Lakshman Bandu Patil John Peter Ali Sayed Charanjit Singh Darshan Singh Dharam Singh Gurbux Singh Harbinder Singh Jagjit Singh Joginder Singh Prithipal Singh Udham Singh | Pakistan Saeed Anwar Manzoor Hussain Atif Munir Dar Abdul Hamid Mahmood Khalid Anwar Khan Nawaz Khizar Azam Khurshid Muhammad Asad Malik Muhammad Manna Motiullah Tariq Niazi Muhammad Rashid Aziz Tariq Hayat Zafar Uddin Zaka | Australie Mervyn Crossman Paul Dearing Raymond Evans Brian Glencross Robin Hodder John McBryde Donald McWatters Patrick Nilan Eric Pearce Julian Pearce Desmond Piper Donald Smart Anthony Waters Graham Wood |